# Basilica minor

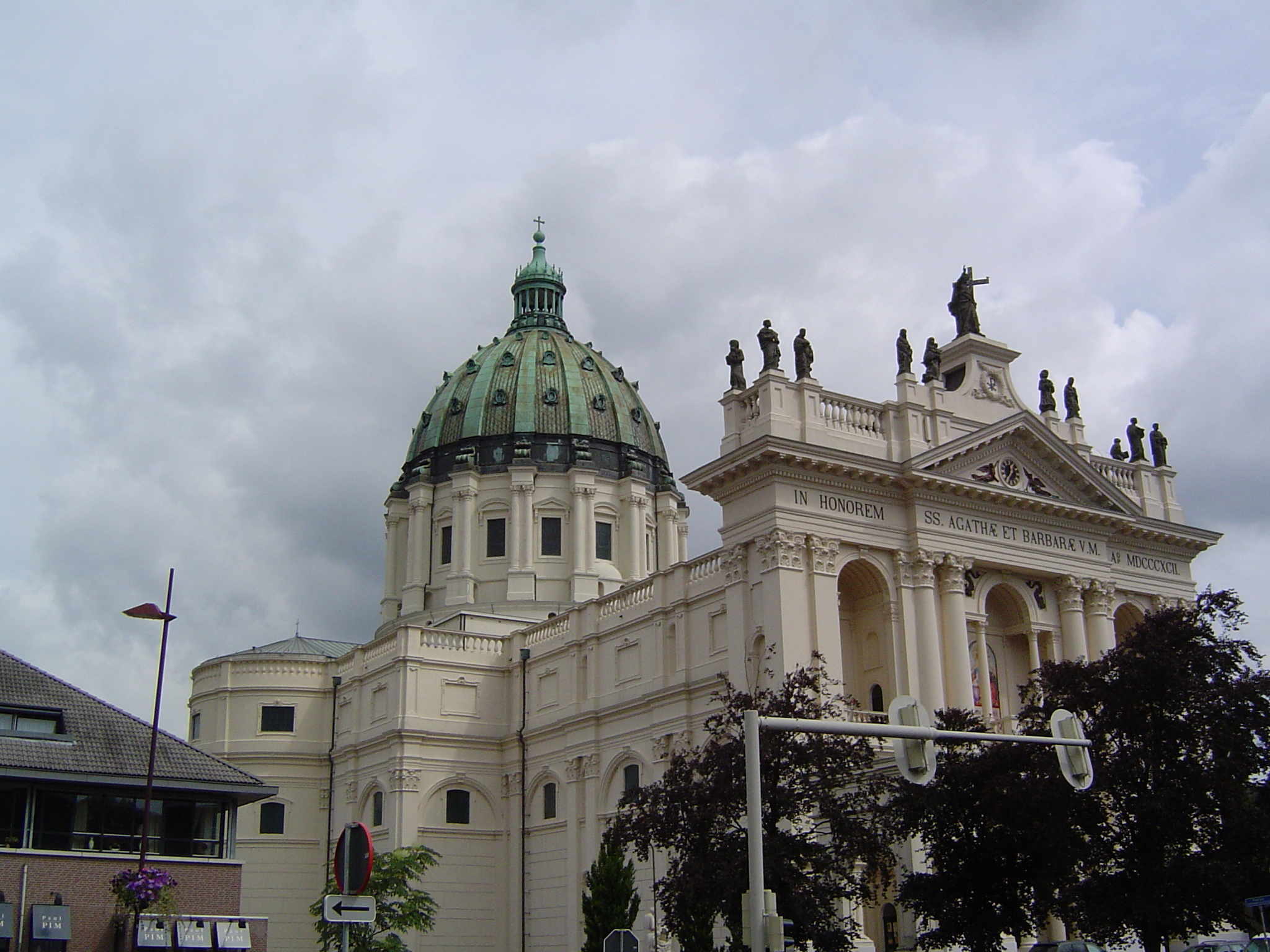
De Basiliek van de H.H. Agatha en Barbara in Oudenbosch

Een basilica minor is een eretitel voor een rooms-katholiek kerkgebouw met een uitzonderlijke betekenis. Kerken met deze eretitel worden basiliek genoemd. De titel wordt toegekend per pauselijk decreet. 
De toekenning van de titel basilica minor heeft tot doel een specifieke kerk uit te zonderen van de andere kerkgebouwen. Dit kan zijn omdat de kerk een bijzondere historische betekenis heeft, omdat er een bijzonder reliek ligt of omdat de kerk het centrum is van een bepaalde devotie of bedevaart. De meeste basilieken zijn parochiekerken maar de titel is ook toegekend aan enkele kathedralen, abdijkerken en oratoria (gebedshuizen). Een basilica minor hoeft geen basiliek in architectonische zin te zijn, ook andere typen kerkgebouwen komen voor de titel in aanmerking. De procedure voor het verkrijgen van de titel van basilica minor is kerkrechtelijk vastgelegd in de Acta Domus Ecclesiae van 9 november 1989.
Een kerk met de titel basilica minor is sinds 1989 herkenbaar aan een tweetal zaken. De gebouwen, vlaggen en zegel van een basiliek mogen de pauselijke gekruiste sleutels van Petrus dragen en de kleding van de plebaan of pastoor is afwijkend, te weten een zwarte mozetta met rode bies. Voorheen werd ook het recht toegekend om de eretekens conopeum (een soort parasol in pauselijke kleuren) en tintinnabulum (een klokje) te dragen bij processies. Deze eretekens staan bij feestelijke gelegenheden meestal opgesteld in het priesterkoor. 
In België zijn 30 basilieken; in Nederland 27 basilieken (overzicht basilieken).
Eind 2023 droegen wereldwijd 1904 kerken deze titel, waarvan 592 in Italië. Frankrijk, Spanje en Polen tellen elk meer dan 100 basilieken. 

## Minor en major
Naast minor basilicae, letterlijk kleine basilieken, bestaan er ook major basilicae (grote basilieken). Die titel is voorbehouden aan de vier pauselijke kerken in Rome: de Sint-Pieterskerk, de Sint-Jan van Lateranen (de aartsbasiliek), de Heilige Maria de Meerdere en de Sint-Paulus buiten de Muren.

## Afbeeldingen

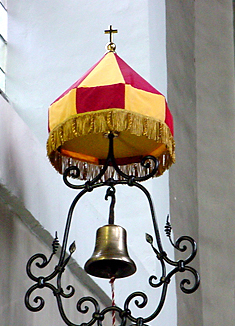
Tintinnabulum en conopæum in de kloosterkerk van Vilvoorde
De gekruiste sleutels van Petrus op de vlag van Vaticaanstad